# Sud de l'Espírito Santo
Le sud de l'Espírito Santo est l'une des quatre mésorégions de l'État de l'Espírito Santo. Elle regroupe 22 municipalités groupées en 3 microrégions.

## Données
La région compte 587 756 habitants pour 8 843 km2.

## Microrégions
La mésorégion du centre de l'Espírito Santo est subdivisée en 3 microrégions:
- Alegre
- Cachoeiro de Itapemirim
- Itapemirim